# أندرو ويتنغتون (تنس)
أندرو ويتنغتون (بالإنجليزية: Andrew Whittington)‏ مواليد 11 أغسطس 1993م في ملبورن، هو لاعب كرة مضرب أسترالي بدأ مسيرته كمحترفٍ سنة 2010. يلعب باليد اليمنى، وكان يحتل المرتبة رقم. 504 (22 أبريل 2019 م) في تصنيف رابطة محترفي كرة المضرب. أعلى تصنيف له في الفردي كان المركز الـ 160 في سنة 2017م. أعلى تصنيف له في الزوجي كان المركز الـ 74 في سنة 2018م.

## روابط خارجية
- أندرو ويتنغتون على موقع رابطة محترفي التنس (الإنجليزية)
- أندرو ويتنغتون على موقع الاتحاد الدولي لكرة المضرب (الإنجليزية)
- أندرو ويتنغتون على موقع اتحاد التنس الأسترالي (الإنجليزية)
- أندرو ويتنغتون على موقع خلاصة التنس.كوم (الإنجليزية)
- أندرو ويتنغتون على موقع إي إس بي إن.كوم (الإنجليزية)